# تراجع وسقوط الإمبراطورية الفرويدية
تراجع وسقوط الإمبراطورية الفرويدية (1985 ؛ الطبعة الثانية 2004) هو كتاب لعالم النفس هانز إيسنك ، ينتقد فيه المؤلف سيغموند فرويد ، مؤسس التحليل النفسي . يجادل إيسنك بأن التحليل النفسي غير علمي. تلقى الكتاب مراجعات إيجابية وسلبية. تعرض إيسنك لانتقادات بسبب مناقشته لعلاج الطبيب جوزيف بروير لمريضته آنا أو ، التي يجادل إيسنك بأنها عانت من التهاب السحايا السلي .

## ملخص
يجادل إيسنك بأن التحليل النفسي غير علمي وأن نظرياته لا تستند إلى أي أساس شرعي للملاحظة أو التجربة وأنه مجرد تكهنات فقط. يجادل إيسنك بأن صحة التحليل النفسي قابلة للاختبار من خلال الوسائل التجريبية التقليدية ، وأنه فشل في جميع المجالات التي أجريت فيها مثل هذه الاختبارات. يسمي إيسنك فرويد ، "إنه عبقري ، ولكن ليس في العلم ، بل هو عبقري في البروباغاندا الدعائية ، وليس عبقريًا بالإثبات الصارم ، بل بالإقناع ، وليس عبقريًا بتصميم التجارب ، ولكن بالفن الأدبي".  وفقًا لإيسنك ، سبب فرويد تأخرًا في دراسة علم النفس والطب النفسي تقدر بحوالي خمسين عامًا. يجادل إيسنك بأن الأحلام التي يستشهد بها فرويد في تفسير الأحلام (1899) لا تدعم نظرياته حقًا ، وأن أمثلة فرويد تدحض في الواقع نظرية عن الأحلام. يسمي إيسنك كتاب المحلل النفسي إرنست جونز بعنوان حياة وعمل سيغموند فرويد (1953-1957) بأنها "أشهر" سيرة شخصية فرويد ، لكنه يرى أنها "أسطورة أكثر من كونها تاريخًا ، وتتجاهل كما تفعل الأسطورة تقريبًا كل المثالب و تجري العديد من التعديلات على الصورة عن طريق لي عنق البيانات والعناصر التي قد تنعكس بشكل سلبي على فرويد ". يقبل إيسنك حجة إليزابيث ثورنتون ، التي تم طرحتها في كتاب فرويد والكوكائين Freud and Cocaine (1983) ، والتي نُشرت أيضًا باسم المغالطة الفرويدية The Freudian Fallacy ، بأن آنا مريضة بروير قد عانت من التهاب السحايا السلي.  

## تاريخ النشر
تم نشر تراجع وسقوط الإمبراطورية الفرويدية لأول مرة بواسطة مطبعة فايكنغ في عام 1985. تم نشر الكتاب بواسطة Pelican Books في عام 1986.  في عام 2004 ، تم نشر طبعة منقحة مع مقدمة من قبل أرملة هانز آيسنك ، Sybil Eysenck ، من قبل Transaction Publishers . 

## استقبال الكتاب
تراجع وسقوط الإمبراطورية الفرويدية تلقى مراجعات إيجابية من بول ستوي في Quill &amp; Quire و من كولين كوفينجتون في مجلة علم النفس التحليلي ،   ومراجعات سلبية من ديفيد بيري في New Statesman ومن فيرنون هاميلتون في المجلة البريطانية لـ علم النفس .   تمت مراجعة الكتاب أيضًا من قبل الطبيب النفسي أنتوني كلير في نيتشر ،  وراجعه عالم النفس ستيوارت ساذرلاند في ملحق تايمز للتعليم العالي ،  وكريس براند في أبحاث السلوك والعلاج ،  ومايكل إتش. ستون في المجلة الأمريكية للطب النفسي . 
وصف Stuewe نهج آيسنك لاختبار نظرية التحليل النفسي بأنه "علمي صارم". وخلص إلى أنه في حين أن تراجع وسقوط الإمبراطورية الفرويدية لم يكن من المحتمل أن يغير رأي أولئك الذين قبلوا التحليل النفسي ، إلا أنه كان "تحديًا مثيرًا للجدل ومقنعًا إلى حد كبير للصلاحية العلمية للتحليل النفسي ، ومثل هذا التحدي المكتوب بقوة وبوضوح والذي من المؤكد أنها ستجذب قدرًا كبيرًا من اهتمام الجمهور ".  عزا كوفينجتون الفضل إلى إيسنك في الإشارة إلى وجود نظريات بديلة و "أدلة تشير إلى النظرية التي قد تكون أفضل في تفسير الحقائق الثابتة".  رفض بيري الكتاب باعتباره "تفاهة غير مدروسة وغير منطقية".  وصف هاميلتون العمل بأنه تعميم لمقالات وكتب إيسنك التي تنتقد التحليل النفسي ، وكتب أنه "لم يكن معنيًا حقًا للتداول الأكاديمي". انتقد تفسير إيسنك لللعلاج النفسي ، وكتب أنه يحمل القليل من التشابه مع العلاج النفسي الحديث ، وكتب أن إيسنك قيم التحليل النفسي باستخدام دليل تجريبي لم يكن مناسبًا منهجيًا ، أو قدم في بعض الحالات دعمًا ضعيفًا لمفاهيم التحليل النفسي مثل القمع. 
وصف عالم النفس ستيفن فروش تراجع وسقوط الإمبراطورية الفرويدية كأحد الكتب التي لعب فيها إيسنك دور "دعاية" لوجهة النظر القائلة بأن التحليل النفسي غير علمي. وأشار إلى أن فرويد لم يكن ليتفق مع إيسنك على أن التحليل النفسي هو مسألة "فن أدبي" وليس علمًا.  وصف عالم الاجتماع باري ريتشاردز الكتاب بأنه "لاذع" ويفتقر إلى التطور.  لاحظ عالم النفس مالكولم ماكميلان أن إيسنك كان أحد المؤلفين العديدين الذين جادلوا بأن المريضة آنا كانت تعاني من مرض عضوي. ولاحظ أن هؤلاء المؤلفين يقدمون روايات متضاربة لما عانت منه آنا ، وجادل بأن إثبات أي تشخيص بأثر رجعي على وجه اليقين أمر صعب. 
اقترح المؤلف ريتشارد ويبستر أن تراجع وسقوط الإمبراطورية الفرويدية يحتوي على العديد من الانتقادات المقنعة لفرويد. ومع ذلك ، فقد انتقد إيسنك لقبوله غير النقدي لحجة ثورنتون بأن مريضة بروير آنا عانت من التهاب السحايا السلي.  كتبت سيبيل إيسنك أن "القوة الحقيقية" لكتاب تراجع وسقوط الإمبراطورية الفرويدية تكمن في أنه "لم يلقي بظلال من الشك على العلاج النفسي والتحليل النفسي التقليدي فحسب" بل اقترح العلاج السلوكي كبديل لهم ، وهو موقف مبرر برأيها في البحث اللاحق. أثنت على زوجها بشجاعة كبيرة في تأليف الكتاب ، وعرفته على أنه المفضل لديها بين كتبه. 

## أنظر أيضا
- لماذا كان فرويد مخطئا

### فهرس
كتب
- Eysenck، Hans (1986). Decline and Fall of the Freudian Empire. Harmondsworth: دار بنجوين للنشر. ISBN:0-14-022562-5.
- Eysenck، Sybil (2004). "Preface to the Transaction Edition". Decline and Fall of the Freudian Empire. New Brunswick: ناشرو ترانسكشن. ISBN:0-7658-0945-1.
- Frosh، Stephen (1987). The Politics of Psychoanalysis: An Introduction to Freudian and Post-Freudian Theory. Hong Kong: تعليم ماكميلان. ISBN:0-333-39613-8.
- Macmillan، Malcolm (1997). Freud Evaluated: The Completed Arc. Cambridge: ميت بريس. ISBN:0-262-63171-7.
- Richards، Barry (1989). Images of Freud: Cultural Responses to Psychoanalysis. London: J. M. Dent & Sons. ISBN:0-460-02490-6.
- Webster، Richard (2005). Why Freud Was Wrong: Sin, Science and Psychoanalysis. Oxford: The Orwell Press. ISBN:0-9515922-5-4.

المجلات
- Berry، David (1985). "Decline and fall of the Freudian empire (Book Review)". نيوستيتسمان. ج. 110 ع. September 6, 1985.  – via EBSCO's Academic Search Complete (التسجيل مطلوب)
- Brand، Chris (1993). "Decline and fall of the Freudian empire (Book Review)". Behaviour Research and Therapy. ج. 31 ع. January 1993. DOI:10.1016/0005-7967(93)90053-W.  – via EBSCO's Academic Search Complete (التسجيل مطلوب)
- Clare، Anthony W. (1985). "Decline and fall of the Freudian empire (Book Review)". Nature. ج. 318 ع. November 14, 1985: 112–113. DOI:10.1038/318112a0.  – via EBSCO's Academic Search Complete (التسجيل مطلوب)
- Covington، Coline (1987). "Decline and Fall of the Freudian Empire (Book)". Journal of Analytical Psychology. ج. 32 ع. 2.  – via EBSCO's Academic Search Complete (التسجيل مطلوب)
- Hamilton، Vernon (1986). "Decline and fall of the Freudian empire (Book Review)". British Journal of Psychology. ج. 77.  – via EBSCO's Academic Search Complete (التسجيل مطلوب)
- Stone، Michael H. (1994). "Decline and fall of the Freudian empire (Book Review)". American Journal of Psychiatry. ج. 151 ع. April 1994. DOI:10.1176/ajp.151.4.609.  – via EBSCO's Academic Search Complete (التسجيل مطلوب)
- Stuewe، Paul (1986). "Decline and fall of the Freudian empire (Book Review)". Quill & Quire. ج. 52 ع. January 1986.  – via EBSCO's Academic Search Complete (التسجيل مطلوب)
- Sutherland، Stuart (1985). "The decline and fall of the Freudian empire (Book Review)". The Times Higher Education Supplement ع. 678.  – via EBSCO's Academic Search Complete (التسجيل مطلوب)